# Deens amateurkampioenschap golf
Het Deens amateurkampioenschap golf (Danish International Mens/Ladies Amateur Championship) is een internationaal golftoernooi voor amateurs, dat in Denemarken wordt georganiseerd door de Deense Golf Federatie. Er wordt een dameskampioenschap en een herenkampioenschap georganiseerd, beiden worden op de Silkeborg Golf Club gespeeld.
Beide toernooien werden in 2000 gestart en de eerste jaren over 54 holes gespeeld. In 2003 werd het damestoernooi uitgebreid naar 72 holes, in 2008 gold hetzelfde voor het herentoernooi.

## Strokeplay

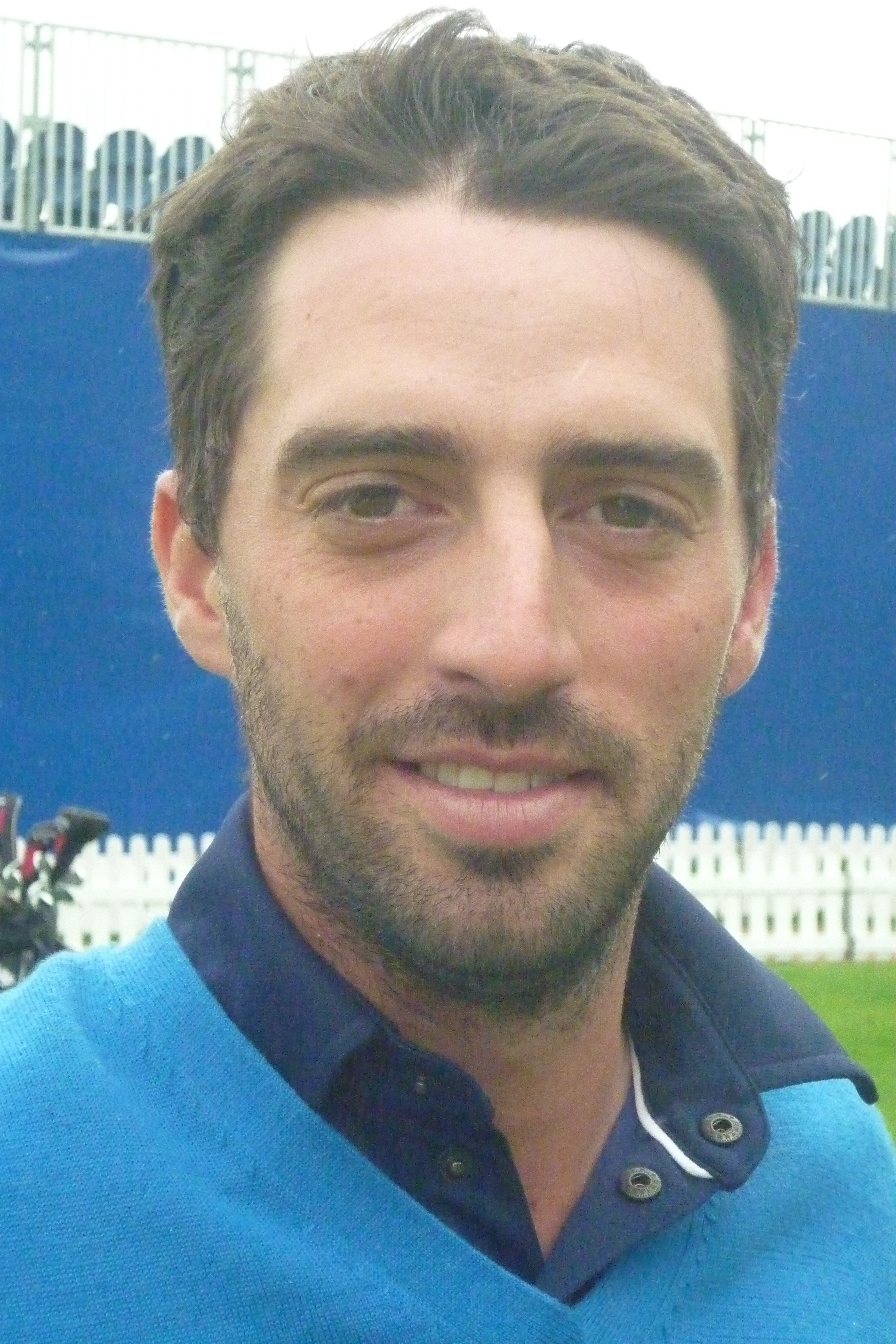
John Parry (2011)
Winnaar Deens Amateur 2005

| Jaar | Winnaar                  | Score | Score | Winnares                 | Score | Score |
| ---- | ------------------------ | ----- | ----- | ------------------------ | ----- | ----- |
| 2000 | Allan Høgh Madsen        | 208   | -5    | Lisa Holm Sørensen       | 240   | +27   |
| 2001 | Morten Findsen Schou     | 218   | +5    | Marie Louise Juul        | 293   | +5    |
| 2002 | Anders Freund            | 217   | +4    | Daniela Gomig-Hansen     | 240   | +27   |
| 2003 | Mark F. Haastrup         | 217   | +4    | Lisa Holm Sørensen       | 302   | +14   |
| 2004 | Kasper Jørgensen         | 210   | par   | Mette Buus               | 310   | +22   |
| 2005 | John Parry               | 212   | +2    | Trine Mortensen          | 298   | +10   |
| 2006 | Morten Findsen Schou     | 219   | +9    | Sara Monberg             | 296   | +8    |
| 2007 | Lucas Justra Bjerregaard | 217   | +7    | Charlotte Krin Lorentzen | 298   | +10   |
| 2008 | Lucas Justra Bjerregaard | 287   | +3    | Malene Jørgensen         | 303   | +15   |
| 2009 | Morten Ørum Madsen       | 287   | +3    | Charlotte Krin Lorentzen | 293   | +5    |
| 2010 | Morten Ørum Madsen       | 281   | -7    | Julie Yang               | 302   | +14   |
| 2011 | Kasper Estrup            | 291   | +3    | Nicole Broch Larsen      | 290   | +2    |
| 2012 | 19-22 juli               |       |       |                          |       |       |